# Ralph Sherwin
Ralph Sherwin (Rodsley, 1550 circa – Tyburn, 1º dicembre 1581) è stato un presbitero inglese; martire per la fede, fu beatificato nel 1886 ed è tra i quaranta martiri di Inghilterra e Galles proclamati santi da papa Paolo VI nel 1970.

## Biografia
Ralph Sherwin nacque a Rodsley, nell'Inghilterra centro-orientale, da John e Constance Sherwin e fu battezzato con rito anglicano nella chiesa di Longford. Educato nel protestantesimo, studiò all'College di Eton. Nel luglio del 1568 fu fatto socio dell'Exeter College di Oxford da Sir William Petre. Sherwin dimostrò un talento particolare per la filosofia e le lingue antiche, tanto da essere considerato «un acuto filosofo e un eccellente grecista ed ebraista». Conseguì il baccalaureus artium nel 1571 e la laurea, con il conseguente titolo di Magister, il 2 luglio 1574. L'anno successivo si convertì segretamente al Cattolicesimo. 
Trasferitosi nelle Fiandre con il pretesto di studiarvi medicina, entrò nel Collegio cattolico di Douai. Il Collegio era stato fondato nel 1568 da William Allen, ex professore del Queen's College di Oxford e Canonico di York; il suo scopo era quello di formare sacerdoti per riportare gli inglesi al cattolicesimo. Sherwin fu ordinato sacerdote a Douai il 23 marzo 1577 dal vescovo di Cambrai.
 
Il 2 agosto successivo partì per Roma, dove studiò al Collegio Inglese per quasi tre anni. Il 18 aprile 1580, Sherwin e tredici compagni (tra cui Robert Persons ed Edmund Campion) lasciarono Roma per tornare come missionari in Inghilterra. Sulla strada per la sua terra natale, si fermarono per otto giorni a Milano, dove incontrarono il cardinale Carlo Borromeo, che li ricevette in udienza quotidianamente. Arrivato in Inghilterra all'inizio di agosto, Sherwin svolse con successo il suo ministero sacerdotale in diverse parti del paese.
Il governo fu informato dell'arrivo dei missionari dalla delazione di un ex collega di studi del Collegio Inglese di Roma, che era in realtà una spia. Il 9 novembre 1580 Sherwin fu arrestato a Londra mentre predicava nella casa di Nicholas Roscarrock, un suo vecchio compagno di università, e venne imprigionato nel carcere di Marshalsea. Col suo esempio e la parola favorì la conversione di molti altri prigionieri. Il 4 dicembre fu trasferito nella Torre di Londra, dove fu torturato sul cavalletto e, in seguito, fu messo in isolamento senza cibo. Si dice che la Regina Elisabetta in persona si sia offerta di nominarlo vescovo se avesse abiurato, ma Sherwin rifiutò. Dopo aver trascorso un anno in prigione, tra privazioni e patimenti, andò a processo insieme a Edmund Campion, accusati entrambi di cospirazione contro la Corona. 

Il processo, celebrato a Westminster Hall il 20 novembre 1581, si concluse con la condanna a morte. Undici giorni dopo Sherwin fu trascinato a Tyburn insieme a Campion e ad Alexander Briant, dove i tre martiri furono impiccati, sventrati e squartati. Sherwin fu giustiziato dopo Campion. Sul patibolo «professò nuovamente la sua innocenza, proclamò la propria fede cattolica e pregò per la regina». Le sue ultime parole furono: Jesu, Jesu, Jesu, esto mihi Jesus!
Oggi le sue ultime parole adornano, insieme ad altre due iscrizioni, l'albero di Tyburn, una riproduzione della forca triangolare conservata in un convento della cittadina inglese (Londra, Hyde Park Place).

## Culto
Sherwin è stato il primo membro del Collegio Inglese di Roma ad essere martirizzato. Negli anni 1581-1681 oltre quaranta altri studenti furono martirizzati per la loro fede.
 
Fu beatificato il 29 dicembre 1886 da papa Leone XIII.

Fu canonizzato il 25 ottobre 1970 da Papa Paolo VI fra i Santi quaranta martiri di Inghilterra e Galles che sono commemorati il 25 ottobre. La sua memoria individuale si celebra il 1º dicembre, il giorno del suo martirio.